# Militærkuppet i Chile
Militærkuppet i Chile den 11. september 1973 var en skelsættende begivenhed i Chiles historie, lige som det var en markant begivenhed i den kolde krig. Kuppet blev kulminationen på en længere periode med social og politisk uro i Chile, hvor den konservativt dominerede kongres stod i opposition til den socialistiske præsident Salvador Allende. Samtidig førte USA økonomisk krig mod Chile på ordre fra USA's præsident Richard Nixon. Allende blev styrtet af styrker fra militæret og det nationale politi.
Militæret afsatte den civile regering og etablerede en junta, som brutalt undertrykte venstreorienterede politiske aktiviteter, både inden- og udenrigs. Allendes hærchef, Augusto Pinochet, blev udråbt til diktator i løbet af det første år efter kuppet; formelt set overtog han magten i slutningen af 1974. USA's regering, der havde været med til at skabe grundlaget for kuppet, anerkendte straks junta-regeringen og støttede dens arbejde med at konsolidere magten.
Under de luftangreb og jordbaserede angreb, der gik forud for kuppet, holdt Allende sin sidste tale, hvori han svor at forblive i præsidentpaladset og tog afstand fra tilbud om en beskyttet afrejse, ifald han valgte at gå i eksil frem for konfrontationen. Øjenvidneskildringer fra Allendes død fortæller samstemmende, at han tog sit eget liv i paladset.
Forud for Pinochets diktatur havde Chile i årtier været hyldet som et fyrtårn for sit demokrati og sin politiske stabilitet i et Sydamerika, der var plaget af militærregeringer og caudillismo. Under Pinochet fandtes der en relativt svag oprørsk opposition i Chile mod Pinochets regime; denne opposition havde hovedsageligt rod i folk, der havde støttet Allende. Pinochet blev stødt fra magten i 1988 efter en folkeafstemning, der blev bakket op internationalt.

## 4. september 1970 til 11. september 1973
Den 4. september 1970 vandt Unidad Popular, UP (Folkefronten) præsidentvalget med 36,4 % af stemmerne mod en splittet højrefløj. Folkefronten var en koalition bestående af seks forskellige venstrefløjspartier med Salvador Allende som præsidentkandidat.
Den 4. november tiltrådte Allende posten som Chiles præsident. I perioden frem til juli 1971 blev vigtige virksomheder nationaliseret, såsom kul-, salpeter- og jernmalmminerne og kobberindustrien. Derudover blev store godsejeres jord inddraget. Før 1970 ejede kun 2,7 % af chilenerne 70 % af jorden. Arbejderklassen og middelklassen blev støttet af lønstigninger samt større familietilskud og pensioner. Inflationsraten blev sænket gennem en priskontrol. I september 1971 nåede den årlige inflationsrate en absolut bundrekord på 17 % (under Eduardo Frei, Chiles tidligere præsident, havde inflationsraten årligt ligget på omkring 35 %). Den industrielle produktion nåede sit højeste niveau i hele Folkefrontens periode på grund af den stigende købekraft.
Ved kommunalvalget i marts 1971 var vælgertilslutningen til Folkefronten steget med omkring 13 %. Men samtidig begyndte højrefløjen sine modreaktioner mod regeringens politik. Fra midten af 1972 drejede chilensk politik sig i høj grad om, hvilket udfald uenighederne med den mere og mere offensive højrefløj ville få. Inden for Folkefronten var der megen uenighed om hvilken strategi, som skulle følges. Den venstrerevolutionære bevægelse, MIR, voksede frem. Sammen med IC, MAPU og venstrefløjen af SP stod MIR for en strategi, som gik ud på ikke at bremse udviklingen eller give efter for højrefløjens pres. Blandt andet fandt der en række fabriksbesættelser, jordovertagelser og boligbesættelser sted. CP og den højreorienterede del af SP, den del af partiet som Allende tilhørte, fulgte en strategi, som gik ud på at styrke det, som regeringen allerede havde vundet, og som også gik ud på at forsøge at splitte højrefløjen ved at lave aftaler med PDC og moderate militærfolk. Men mens splittelsen tog til i Folkefronten, skærpede alle dele af højrefløjen deres position. Et af højrefløjens midler i offensiven mod regeringen var de såkaldte ”tomme gryders protester”. Overklassens kvinder demonstrerede sammen med deres tjenestefolk mod fødevaremanglen. Lønforhøjelsen, som i snit lå på 34 %, havde fået købekraften til at vokse, men der var ikke kommet flere varer i butikkerne. USA's målrettede blokade for vigtig import til Chile udhulede vareudbuddet. Da forsyningskrisen i 1972 virkelig blev alvorlig, begyndte de velhavende systematisk at opkøbe og tømme butikker. Denne situation skabte grobund for sortbørshandelen, som ikke fulgte de priser Folkefronten havde lagt som maksimumpriser på levnedsmidler. På den måde steg fødevarepriserne i Chile, uden at regeringen kunne kontrollere det.
I samme periode skete der en del besættelser af fabrikker, hvis ejere åbenlyst deltog i blokade-aktiviteter mod Folkefronten. MIR og andre venstreradikale og anarkistiske grupper støttede disse besættelser og deltog også. Helt anderledes var CU stærkt imod besættelserne: de ønskede at have kontrol over aktiviteterne og at kunne styre dem, og det kunne de ikke på denne måde.
Det første kupforsøg mod Folkefronten foregik 23. juni 1973; det mislykkes imidlertid, da regeringstro grupper af militæret forhindrede det. Chiles forsvarsminister og øverstkommanderende i hæren, general Prats, blev myrdet af såkaldte ”ukendte” gerningsmænd, som sørgede for, at hans efterfølger til posten som øverstkommanderende i hæren blev Augusto Pinochet.
Efter det første kupforsøg havde fundet sted, opfordrede MIR til at forberede en væbnet opstand som modsvar. Dette blev endnu en af mange uenigheder mellem MIR og CU. CU svarede igen med at lave en plakatkampagne, hvorpå der stod: "Nej til vold fra venstre og højre!"
I slutningen af juli 1973 indledte vognmændene endnu en strejke. Igen blev de, ligesom ved deres første langvarige strejke, støttet med ”strejkepenge” fra CIA, ”strejkepenge” som langt oversteg deres normale løn.
Salvador Allende reagerede på alt dette med at udskrive valg, for at chilenerne selv skulle have muligheden for at beslutte, om Folkefronten fortsat skulle danne regering. Oprindeligt blev datoen for valget fastsat til 10. september 1973. Samtidig var militæret i gang med forberedelserne til kuppet 11. september. Dette initiativ overraskede dem. De vidste at gennemførelsen af folkeafstemningen ville gøre det umuligt at retfærdiggøre kuppet. Derfor ringede Augusto Pinochet personligt til Allende og fik ham overtalt til at udsætte valget til senere på ugen, af sikkerhedsmæssige grunde, sagde han.
Tirsdag 11. september 1973 fandt kuppet sted. I løbet af de foregående år havde Folkefronten påbegyndt opførelsen af 100.000 billige boliger til landets mange hjemløse, de havde gennemført et omfattende gratis sundhedssystem for alle, de havde sat en alfabetiseringskampagne i gang. De havde indført uddeling af en halv liter gratis mælk dagligt til alle børn under 15 år. 1,8 millioner børn fik hver dag tildelt gratis morgenmad og 680.000 børn fik tildelt middagsmad. Resultatet af disse initiativer var blandt andet, at børnedødeligheden faldt med omkring 20 %. Arbejdsløsheden var faldet fra 8,3 til 3,8 %, lønnen var steget med omkring 34 %, industriproduktionen var steget med 12 %, og inflationsraten var gået tilbage fra 34,9 til 22 %.

## USA's rolle i kuppet – CENTAUR-planen
Efterhånden som sandsynligheden for en venstrefløjsregering voksede gjorde USA's indgriben i Chile det samme. Op til præsidentvalget i 1964 finansierede CIA en række projekter, som skulle forhindre en sejr til venstrefløjen. Disse projekter var blandt andet direkte indflydelse på landets største avis, El Mercurio, CIA producerede radioindslag på flere radiostationer i Chile, antikommunistiske skræmmekampagner og økonomisk støtte til landets borgerlige partier.
Forud for valget i 1970 gentog mønsteret sig. I de to måneder der gik, fra Folkefronten vandt valget, til Allende blev indsat som præsident, blev det forsøgt at forberede et militærkup, som skulle forhindre indsættelsen. Udover CIA var også det store nordamerikanske teleselskab, ITT, indblandet. Derudover var penge fra CIA finansieringskilden til flere lastbilstrejker, blandt dem den i oktober 1972, som standsede hele transportnettet. Det er fastslået, at CIA havde gode kontakter til efterretningsvæsenet og de militære styrker under Folkefronten. Men det var ikke kun CIA og ITT, som var indblandet. Også USA's forsvarsministerium, Pentagon, var involveret i planlægningen af kuppet. Dagene inden kuppet fandt sted blev der officielt gennemført en fælles chilensk-nordamerikansk flådeøvelse ud for den chilenske havneby Valparaíso. Det egentlige formål med øvelsen var at USA's militær skulle have direkte forbindelse til det chilenske militær, da kuppet gennemførtes.
Det er dog ikke noget af alt dette, som har været USA's mest virkningsfulde forsøg på at komme af med Allende og Folkefronten. Det som ramte langt hårdest, var sandsynligvis den international kreditboykot, som USA satte i gang, og forsøgene på at ødelægge kobbereksporten, har også spillet en væsentlig rolle. I perioden fra 4. september 1970, da Folkefronten vandt valget, og lige indtil 11. september 1973, da kuppet blev gennemført, gav Verdensbanken ikke Chile løfte om et eneste lån, IMF gav ingen kreditter, ud over de der automatisk tilfaldt Chile som medlemsland. IDB gav to lån på tilsammen 11,6 millioner $ til konservative universiteter i Chile. I august 1971 standsede USA's private banker alle kreditter til Chile efter ordre fra finansminister J. Conolly.
Disse økonomiske angreb ramte Chile særdeles hårdt, fordi Chile havde en enorm udlandsgæld, som skulle afbetales med omkring 500 millioner $ årligt.
Alt dette var led i CENTAUR-planen, en plan med det formål at vælte Folkefronten i samarbejde med det chilenske militær. CENTAUR-planen var godkendt af USA's daværende præsident Richard Nixon, den blev støttet af USA's udenrigsminister Henry Kissinger, som samme år modtog Nobels fredspris. Det og mere til kom frem i den undersøgelsesrapport, som det amerikanske senat skrev omkring Nixon-æraens rolle i militærkuppet, ”Alleged assassination plot…”

## Interne stridigheder
Som det også kort er beskrevet i afsnittet: 4. september 1970 – 11. september 1973 – en gennemgang af årene med UP ved magten, var de interne stridigheder i Folkefronten med til at gøre oppositionen stærkere.
Især var CU uenig med bevægelsen MIR, som ellers fik god støtte fra Folkefrontens andre fem partier, måske lige med undtagelse af højrefløjen af SP. Inden for mange af partierne var der også brud, f.eks. blev partiet MAPU delt i to, den venstreorienterede side som beholdt navnet, og den højreorienterede som fik navnet MAPU-OC. Dette var med til at gøre Folkefronten svagere, og dermed lettere at modarbejde. Flere gange gik partierne fra Folkefronten hver deres vej, og kom på den måde til at bekæmpe hinanden. For at nævne et eksempel, er der det lovforslag, som økonomiministeren, Orlando Millas (CU) fremsatte, der gik ud på at 123 fabrikker, som var besat af arbejderne under oktoberstrejken, skulle tilbageleveres til deres oprindelige, private ejere. Derudover indeholdt lovforslaget også en nedskæring af det planlagte antal virksomheder i den nationaliserede sektor, så de planlagte 90 virksomheder skulle nedsættes til 47. Dette lovforslag var især SP imod.
Også til spørgsmålet om hvordan man skulle undgå et militærkup, havde partierne i Folkefronten vidt forskellige holdninger.
MIR opfordrede til bevæbning af arbejderklassen op til militærkuppet i 1973, denne opfordring støttede flere af partierne i Folkefronten, men SP og CP afviste denne optrapning

## Unidad Populars mål, hvad ville de?
UP (Folkefronten) havde et 40-punkts program, bestående af deres politiske målsætninger for landet. Hver af de fyrre punkter, var en ting, som skulle laves om, ændres til det, der efter Folkefrontens mening var det bedre. Alle seks partier i koalitionen havde i fællesskab udarbejdet 40-punkts programmet, så det var et program alle partier i Folkefronten kunne stå inden for.
Her er fem punkter, som jeg har udvalgt blandt de fyrre:
Punkt 3: En ærlig administration'
Det skal være slut med korruption og ufortjente forfremmelser i den offentlige administration. Ingen civilt ansatte skal kunne afskediges uden ordentlig grund. Ingen må forfølges for deres politiske eller religiøse overbevisning. Vi må sikre, at regeringens embedsmænd er effektive og ærlige, og at folk behandles ordentligt.
Punkt 13: Børn fødes for at blive lykkelige
Vi vil sørge for gratis undervisning, bøger, materialer, osv. for alle børn i underskolen.
19: Boliger, lys og drikkevand til alle chilenere
Vi vil iværksætte en nødplan for hurtig bygning af boliger, ligesom vi vil sikre, at der findes drikkevand og elektrisk lys i hver blok.
21: Faste huslejer
Vi vil sætte huslejerne til et beløb, der svarer til maksimalt 10 % af en families indkomst. Regler om ekstrabetaling vil straks blive forbudt.
32: Ikke højere skat på madvarer
Vi vil standse de skatteforhøjelser, der berører livsnødvendige fødevarer.
De fem punkter (punkt: 3, 13, 19, 21 og 32) er et udsnit af Folkefrontens 40-punkts program, som giver et billede af den politik, de førte.
Det handlede i høj grad, om at alle skulle have det mest livsnødvendige, som et hjem og penge til mad.
I punkt 3 står der at alle skal behandles ordentligt, og at ingen må forfølges for deres politiske eller religiøse overbevisning. Det er ret interessant taget i betragtning af at en af militærets grunde, til at gennemføre kuppet var, ifølge dem selv, at de ville skabe et Chile, hvor der ikke foregik politiske forfølgelser. Om der foregik politiske forfølgelser under Folkefronts-regeringen er næsten sikkert at det gjorde der ikke.
Ud fra de oplysninger kunne man stille et spørgsmål, som lyder sådan: hvordan kan man stoppe noget, som ikke finder sted?
Og det kan man jo selvfølgelig ikke, for der ville ikke være noget at stoppe.
Et andet spørgsmål kunne så lyde: hvorfor siger militæret at de vil stoppe noget, som ikke finder sted, og som derfor ikke kan stoppes?
Til dette vil man kunne komme med forskellige svar alt efter sin overbevisning. Et svar kunne lyde: der fandt virkelig politiske forfølgelser sted under Folkefronts-regeringen eller militæret troede at der fandt politiske forfølgelser sted under Folkefronts-regeringen.
Det er dog ikke et af disse svar, som jeg finder mest sandsynligt. Jeg tror mere at svaret på spørgsmålet er at det var en god grund til at foretage kuppet, og at det var en grund som man regnede med at lande på verdensplan ville godtage, men at militæret var fuldstændig klare over at det ikke stod sådan til.
Folkefronten gennemførte flere reformer, de er beskrevet under afsnittet: 4. september 1970 – 11. september 1973 – en gennemgang af årene med UP ved magten.

## Kuppet
Den 11. september 1973, er datoen for kuppet i Chile, som blev foretaget af militæret efter tre år med Folkefronten ved magten.
En kort gennemgang af begivenheder fra dagen, hvor kuppet fandt sted:
Allerede kl. 4:30 om morgenen besatte enheder fra flåden strategiske punkter (radiostationer, partikontorer, osv.) i havnebyerne Valparaíso og Concepcion.
De første venstreorienterede anholdtes, og de som kategoriseredes farlige blev skudt.
Kl. 7:30 ankom Salvador Allende til præsidentpaladset, Palacio de la Moneda.
Højreorienterede radiostationer bragte ”Militærregeringens proklamation”, som bekendtgjorde præsidentens afskedigelse og at landet befandt sig i militær undtagelsestilstand.
Kl. 9:00 blev venstreorienterede radiostationer lukket.
Strategiske steder i hovedstaden blev angrebet af militæret, det drejede sig blandt andet om ministerierne og fagforeninger.
Samtidig erklærede militæret at Palacio de la Moneda ville blive bombet, hvis ikke alle havde forladt bygningen inden kl. 11:00.
Flere stadioner i Santiago omdannedes til internater for venstreorienterede.
Kl. 10:30 afviste Allende endnu en gang tilbuddet fra militæret om at flygte til udlandet (flere år senere fandt man ud af at militæret ville have myrdet Allende selvom han havde taget imod tilbuddet).
Bombarderingen af præsidentpaladset begyndte kl. 11.00, og bygningen blev indtaget af militæret tre timer senere.
Kl. 16.00 blev liget af Allende båret ud af Palacio de la Moneda. Overlevne fra bygningen blev drevet ud, og de fleste henrettedes på stedet.

## Chile – under militærdiktatur 1973-1990
Militæret fortalte, kort efter kuppet, at de ikke ville holde på magten evigt. Det gjorde de da heller ikke, men de sytten år, som militærdiktaturet varede, er da også at langt stykke tid, om end det ikke er evigt.
I løbet af disse sytten år, fra 1973 til 1990, blev 3.000 venstreorienterede chilenere henrettet eller døde under internering, adskillige tusinder flygtede eller forsvandt.
Militærregeringen udtalte, at deres hensigt med kuppet var at undgå borgerkrig, at få økonomien på ret køl efter det økonomiske kaos, som Folkefrontsregeringen efterlod sig, at skabe en ny struktur, så det chilenske folk selv kunne få lov at bestemme hvilken slags regering det ville have og at danne et Chile uden politiske forfølgelser.
Om de så nåede samtlige af deres mål, i løbet af de sytten år de regerede landet, er der kun en ting at svare til, nemlig: nej.
Chilenerne kunne inden kuppet bestemme hvilken slags regering de ville have, det kunne de ikke efter kuppet, ikke indtil diktaturet endte i 1990.
Inden kuppet var Chile et land uden politiske forfølgelser, det var det ikke efter kuppet.
Dog er det ikke det samme, som at militæret ikke nåede nogle af deres mål. De undgik borgerkrig, og landets økonomi blev stabiliseret. Men omkostningerne for denne stabilisering er svære at overse. Det lykkedes at få inflationen ned på 10 %, men samtidig blev arbejdernes lønninger nedsat kraftigt og de sociale forskelle blev øget.
Udover militærets udtalte hensigter med kuppet, var der også de hensigter, som USA havde udviklet i samarbejde med det chilenske militær, som gik ud på at udslette alle venstrefløjens partier og organisationer.
Samtlige partier til venstre for midten og venstreorienterede bevægelser blev forbudte. Et par år senere blev også PDC illegalt. Alle bevægelserne som der var blevet indført forbud imod opløstes med undtagelse af MIR, som fortsatte i et par år på trods af forbuddet, inden også de opløstes.
I begyndelse af 1980’erne dukkede en guerilla-gruppe op, FPMR, som gennemførte flere spektakulære væbnede aktioner, deriblandt et attentatforsøg på Augusto Pinochet, som slap med lette kvæstelser.
Dele af venstrefløjen samledes i MDP for at kæmpe imod diktaturet, mens andre kæmpede igennem partiet PDC, inden det blev forbudt ligesom venstrefløjspartierne. På trods af store anstrengelser for at samle oppositionen, gik MDP og PDC aldrig sammen, man havde nemlig store uenigheder om brugen af væbnet kamp.
»At militæret og politiet er uinteresseret i magten og vil give den fra sig hurtigst muligt, er sikkert. « Jyllands-Posten

## Opløsningen af militærdiktaturet og overgangen til en demokratisk regering
Efter en folkeafstemning i 1988 blev militærdiktaturet afløst af en demokratisk valgt regering.

## Oversigt over partier, vigtige personer mv.
- Eduardo Frei: Præsident i Chile 3. november 1964 – 3. november 1970. Eduardo Frei blev valgt fro PDC.
- Henry Kissinger: Udenrigsminister i USA 1973-1977. Republikaner.
- IC: Izquierda Christiana (Det kristelige Venstre). Dannet i 1971 af MAPUs højrefløj sammen med den kristelige demokratiske ungdomsorganisation og grupper fra Det kristelige demokratiske Partis venstrefløj.
- IDB: Inter-American Development Bank (Den interamerikanske udviklingsbank)
- IMF: International Monetary Fund (Den Internationale Valutafond). Er et centralt organ for det internationale pengesystem og den internationale økonomi. IMF blev oprettet i 1944.
- MAPU: Movimiento de Accion Popular Unitaria (Den folkelige aktions Enhedsbevægelse) Grundlagt i 1969 af en udbrydergruppe fra Det kristelige demokratiske Partis venstreløj. I marts 1973 deltes partiet i en venstrefløj, MAPU, og en højrefløj MAPU-OC (MAPU Arbejder-Bonde). Begge partier indgik i Folkefronten.
- MIR: Movimiento de Izquierda Revolicionaria (Den revolutionære Venstrebevægelse). I løbet af Folkefronten s sidste år ved magten opnåedes et samarbejde mellem især PS og MIR, men også MAPU og IC deltog i samarbejdet. MIR var ikke et parti, men en bevægelse. PC og MIR havde et yderst anspændt forhold.
- MDP: Movimiento Democrático Popular (Den folkelige demokratiske Bevægelse)
- Partido Radical: (Det radikale Parti). Grundlagt i 1861.
- PC: Partido Communista de Chile (Chiles kommunistiske Parti). Det næststørste af de partier, som indgik i Folkefronten. Grundlagt i 1912. PC havde et yderst anspændt forhold til MIR.
- PDC: Partido Democrata-Christiano (Det kristelige demokratiske Parti). Det største oppositionsparti til UP. Grundlagt i 1957
- PS: Partido Socialista (Det socialistiske Parti). Det største af de partier, som indgik i Folkefronten. Grundlagt i 1933 af bl.a. Salvador Allende.
- Richard Nixon: Præsident for USA 1969-1974. Republikaner.
- Salvador Allende: Præsident for Chile 1970 til militærkuppet i 1973. Salvador Allende stillede op SP.
- UP: Unidad Popular (Folkefronten). En koalition bestående af flere venstrefløjspartier: PC, PS, MAPU, MAPU-OC, IC, Partido Radical (se under disse)